# Hatschekia oblongus
Hatschekia oblongus är en kräftdjursart. Hatschekia oblongus ingår i släktet Hatschekia och familjen Hatschekiidae. Inga underarter finns listade i Catalogue of Life.